# ريوسوكي شيميزو
ريوسوكي شيميزو (باليابانية: 志水亮介) هو لاعب كاراتيه ياباني، ولد في 18 يناير 1980 في كيوتو في اليابان.